# 刺木蓼
刺木蓼（学名：Atraphaxis spinosa），为蓼科木蓼属下的一个植物种。